# Karabasj (oblast Tsjeljabinsk)
Karabasj (Russisch: Карабаш) is een stad in het noordwesten van de Russische oblast Tsjeljabinsk. De stad ligt in de Zuidelijke Oeral op 90 kilometer ten noordwesten van Tsjeljabinsk en telt ongeveer 16.000 inwoners.

## Geografie
Het stedelijk district bevindt zich op de oostelijke hellingen van de Zuidelijke Oeral in een vallei tussen de bergen die grenzen aan de Sojmanovski-vallei op de waterscheiding tussen de rivieren Atkoes en Sak-Elga, die beiden afwateren op de Miass.
Het stedelijk district grenst aan de stad Kysjtym in het noorden, het district Njazepetrovski in het noordwesten, het district Koesinski in het westen, de stad Zlato-oest in het zuidwesten, de stad Miass in het zuiden en het district Agrajasjski in het oosten.

## Bestuurlijke indeling
Het totale oppervlak van het stedelijk district Karabasj omvat 686 km², waarvan 567 km² bos, 40,8 km² stadsgebied, 28 km² landbouwgrond, 0,95 km² beschermde natuurgebieden en 41,9 km² industriegebied, infrastructuur en andere bestemmingen. Naast de stad Karabasj vallen ook 9 andere plaatsen onder jurisdictie van het bestuur. Dit zijn de dorpen en gehuchten Bajdasjevo, Boerlak, Karasevo, Kialim, Krasny Kamen, Maly Agardjasj, Moechametovo, Saktajevo en de stationsnederzetting (разъезд) 30 km. Samen hebben deze plaatsen ongeveer 500 inwoners. De bevolking bestaat voor meer dan 85% uit Russen, met kleine minderheden van Tataren en Basjkieren (beide ongeveer 5%), Oekraïners (1,5%), Wit-Russen (0,5%) en andere bevolkingsgroepen.

## Geschiedenis
Voor de komst van de Russen bevond zich een oude Tataarse nederzetting op de locatie van de huidige stad. De Tataarse naam Karabasj betekent "zwart hoofd". De naam is afkomstig van de heuvel Karabasj (430,6 meter) bij de stad, waar sinds 1909 koper wordt gewonnen.
In 1775 werd in de Sojmanivski-vallei, waar de huidige stad nu ligt, een ijzersmelterij gebouwd door Nikita Demidov, die geleid werd vanuit Kysjtym.
Karabasj werd gesticht in 1822 als een mijnbouwplaats, nadat er goud was gevonden. Nadat er koper werd gevonden in de Sojmanovski-vallei werd er in 1834 een kopersmelterij gebouwd, die in werking trad in 1837, maar slechts 5 jaar in bedrijf was, vanwege het feit dat het delven van goud in die tijd veel lucratiever was in het gebied. Rond 1900 woonden er ongeveer 400 mensen. In 1907 werd een nieuwe kopersmelterij in het noorden van de vallei gebouwd, die slechts 3 jaar bestond.
In die tijd kwam de hele vallei in handen van een Engelse bedrijf, dat een nieuwe kopersmelterij (de huidige) liet bouwen in 1910. Hierdoor groeide de plaats. In 1909 kreeg het een parochieschool en in 1912 verschenen de eerste twee basisscholen. In 1913 werd ook het eerste filmhuis (een gebouw met een filmprojector) geopend. De kopersmelterij, die met de modernste apparatuur voor die tijd was uitgerust, groeide snel en in 1915 smolt ze reeds een derde van al het koper in het Russische Rijk.
Eind 1917 werd de fabriek genationaliseerd door de bolsjewieken en het jaar daarop later stopte de productie door het uitbreken van de Russische Burgeroorlog. Door het stopzetten van de mijnen overstroomden deze al snel met grondwater. Een groot aantal arbeiders uit Karabasj vocht in de Rode Garde tegen de Witten en 96 van hen werden meegevoerd door Witte Kozakken (die de witten steunden) naar het zuidelijker gelegen Toergojak, waar ze werden geëxecuteerd en in de mijnschachten werden gedumpt. In 1925 werd de kopersmelter pas weer in bedrijf genomen en tussen 1926 en 1929 werden alle mijnen weer vrijgemaakt van water. In de jaren 20 werd de plaats fors uitgebreid met houten en stenen huizen met twee verdiepingen en werden publieke voorzieningen als scholen, een stadion en een park bij het Bogorodskimeer gerealiseerd. De productie van de smelterij steeg in 1935 tot het drievoudige van het niveau van 1917.
Op 20 juni 1933 kreeg Karabasj de status van stad onder districtsjurisdictie en op 9 februari 1940 werd de stad onder jurisdictie van de oblast geplaatst. Rond die tijd vervulde de stad een belangrijke functie binnen de nationale economie en in 1934 bezocht Grigori Ordzjonikidze (van het Politbureau) de stad. Bij het aanbreken van de oorlog in 1941 bedroeg de bevolking ongeveer 50.000 personen, hetgeen het hoogtepunt uit de geschiedenis van de stad vormde. Tijdens de Grote Vaderlandse Oorlog vertrokken ruim 5000 mannen naar het front, waarvan er 3000 nooit meer terugkeerden. De vrouwen namen veelal het werk over in de fabriek (waarbinnen een afdeling werd gevormd die katjoesjaraketten ging produceren) en in september 1941 kwam een stroom vluchtelingen uit Leningrad (dat toen werd geblokkeerd door de Duitsers) naar de stad.
In de jaren 50 tot '70 werden veel nieuwe huizen gebouwd en kreeg de stad ook aansluiting op het gasnet. Er werd ook een spoorlijn (normaalspoor) aangelegd naar Kysjtym in die tijd. De bevolking begon in die tijd echter in rap tempo af te nemen door het sluiten van een aantal mijnen: bij de volkstelling van 1959 woonde er nog slechts de helft (24.900) van het vooroorlogse aantal en sindsdien is de bevolking alleen maar verder gedaald tot nog geen 16.000 bij de laatste volkstelling in 2002. Om de bevolking toch van werk te kunnen voorzien werden een radiofabriek en een naaifabriek geopend in de stad.

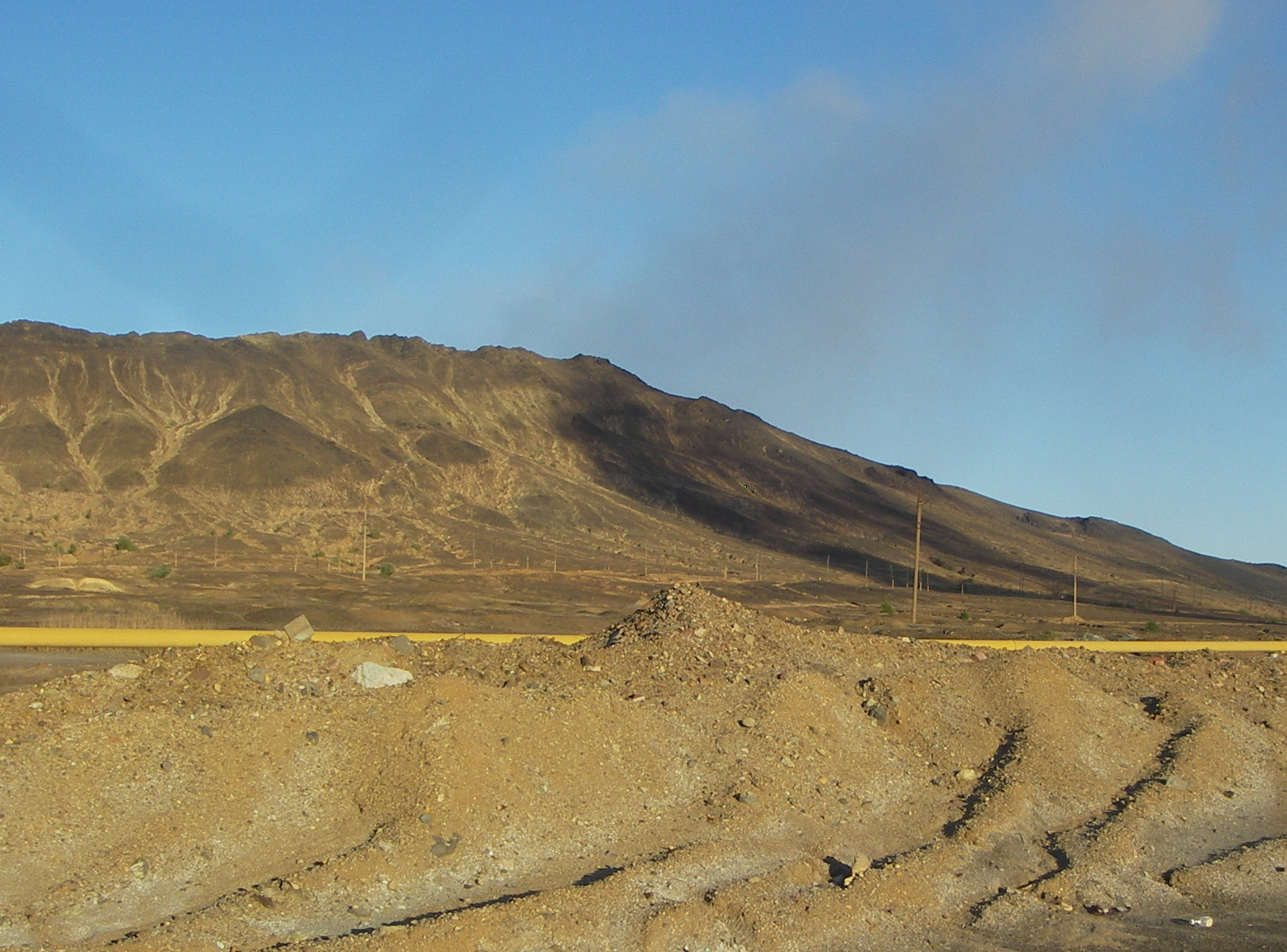
De Karabasjberg. Voor de bouw van de kopersmelterij was deze geheel bedekt met bos. Sindsdien wordt de heuvel geteisterd door giftige neerslag van de ijzersmelterij en is als gevolg hiervan geheel ontbost

De kopersmelterij en de kopermijnbouw zorgde decennialang voor zware vervuiling van de omgeving. In 1989 werden de stad en omgeving vanwege de ernstige noodsituatie door de Verenigde Naties "het zwarte punt van de planeet" genoemd. Zowel de bodem, de lucht, waterbekkens als ondergrondse waterstromen raakten besmet en de vegetatie verdween op veel plekken geheel. In dat jaar werd daarom uiteindelijk het oude metallurgische complex stopgezet, waardoor echter ook 3.000 inwoners zonder werk kwamen te zitten en de werkloosheid opliep tot bijna 20%. Het culturele leven kwam tot stilstand en opnieuw verlieten veel inwoners de stad. In 1998 werd een nieuw metallurgisch complex in werking gesteld dat zich richt op ruwe koper.
Iets ten noordwesten van de stad ligt het beruchte atoomcomplex Majak, waar zich het Karatsjajmeer bevindt, wat ook wel 'de meest radioactieve plek ter wereld' wordt genoemd.

## Economie
De stad leunt nog steeds op de metallurgie in de vorm van het kopersmeltcomplex Karabasjmed, uit 1998. De fabriek werd geherstructureerd en er zijn een aantal filterinstallaties in geïnstalleerd. Daarnaast bevinden zich machinebouw en metaalbewerking en een graankombinaat en een radiofabriek in de stad.

## Demografie
| ± 400                                 | ± 50.000 | 24.900 | 20.000 | 17.600 | 17.006 | 15.942 |
| 1900 en 1940 zijn ongeveer-jaartallen |          |        |        |        |        |        |